# Надскупчення Діви

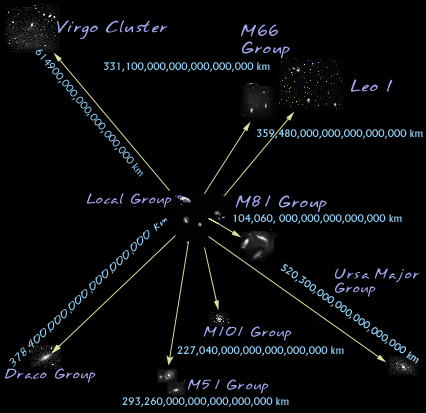
Розподіл галактик місцевого надскупчення у просторі

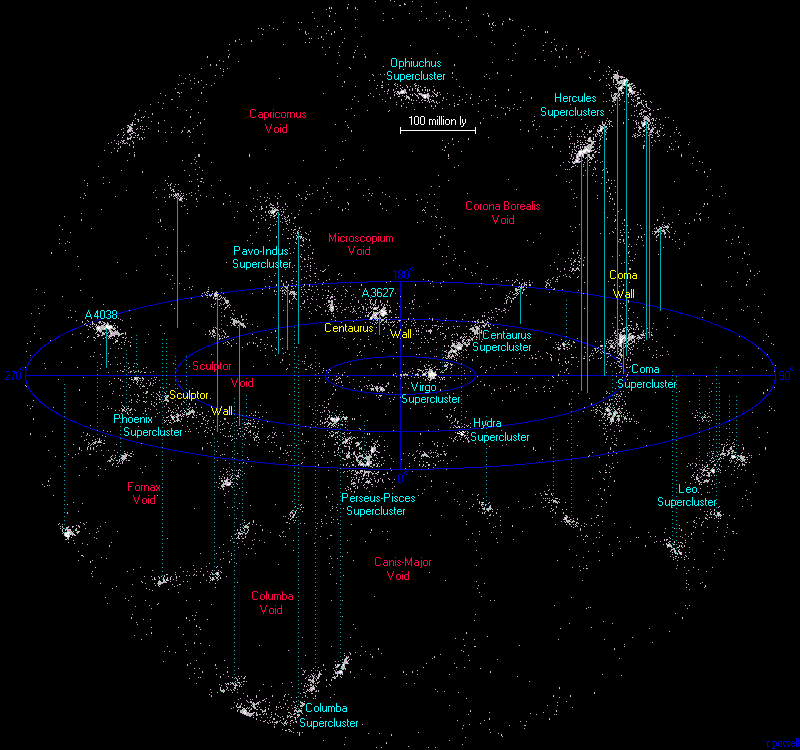
Розташування Надскупчення Діви на ділянці Всесвіту розміром 500 млн. св. р.

Надскупчення Діви (англ. Virgo supercluster) також Суперкластер Діви або Місцеве надскупчення — надскупчення галактик, що містить Місцеву групу (до якої зокрема входять наш Чумацький Шлях і галактика Андромеди), а також скупчення галактик у сузір'ї Діви, яке домінує в надскупченні та від якого й походить його назва. Загалом до складу надскупчення входить близько 100 груп та скупчень галактик.

## Структура
Місцеве надскупчення складається з диску та гало. Сплюснутий диск має форму млинця та містить 60% світловипромінюючих галактик. Гало складається з низки видовжених об'єктів та містить 40% світловипромінюючих галактик.

## Діаметр
Діаметр надскупчення становить більше 200 мільйонів світлових років[джерело?], за іншими оцінками — 33 мегапарсек (110 мільйонів світлових років)[джерело?]. Це одне з мільйонів надскупчень у спостережуваному Всесвіті.

## Розташування у Всесвіті

Сонячна система в Надскупченні Діви

Надскупчення Діви входить до надскупчення Ланіакея із центром поблизу Великого Атрактора, яке, у свою чергу, входить до комплексу надскупчень Риб—Кита. Ланіакея містить близько 100 000 галактик і має розмір 160 Мпк, або 520 млн. св.р., а комплекс надскупчень Риб—Кита має 1,0 млрд. св. р. у довжину і 150 млн. св.р. у поперечнику. 